# Luperina mediosignata
Luperina mediosignata är en fjärilsart som beskrevs av Turati 1930. Luperina mediosignata ingår i släktet Luperina och familjen nattflyn. Inga underarter finns listade i Catalogue of Life.